# 충주 청룡사 위전비
충주 청룡사 위전비(忠州 靑龍寺 位田碑)는 충청북도 충주시 소태면 오량리, 청룡사에 있는 조선시대의 비석이다. 2004년 9월 27일 충청북도의 유형문화재 제242호로 지정되었다.

## 개요
귀부에 비신을 세우고 가첨석을 올려놓은 모습으로 가첨석의 일부가 파손된 것을 제외하면 보존상태는 양호한 편이다. 비문에는 사찰의 경영을 위하여 신도들이 출원한 내용을 기록하고 있는데 음기에 시주한 불자들의 이름과 출원품의 양이 명시되어 있고 이 비를 세운 대표자는 통정대부 숭휘(崇徽)로 되어 있다. 사원경제 분야의 연구에 귀중한 자료이다.

## 참고 자료
- 충주 청룡사 위전비 - 국가유산청 국가유산포털